# Jerome Damon
Jerome Damon (født 4. april 1972) er en sydafrikansk fodbolddommer. Han har dømt internationalt under det internationale fodboldforbund FIFA siden 2000, hvor han er placeret i den afrikanske dommergruppe. Damon var på standby til at dømme ved 2006 i tilfælde af skader, men kom ikke i kamp under slutrunden. Han fik sin VM-debut ved slutrunden i 2010 i hjemlandet Sydafrika, hvor det blev til to kampe.
Ved siden af den aktive dommerkarriere arbejder Damon som lærer og coach.

## Karriere

### VM 2010
Damon deltog ved VM 2010 i Sydafrika, hvor det blev til 2 kampe.
- New Zealand –  Slovakiet (gruppespil)
- Danmark –  Japan (gruppespil)

## Kampe med danske hold
- Den 24. juni 2010 dømte Damon Danmarks afsluttende kamp ved VM slurunden mod Japan. En kamp som Japan vandt 3-1.